# ویسنته دی پائولا
ویسنته دی پائولا (انگلیسی: Vicente Di Paola؛ زادهٔ ۱۲ اوت ۱۹۲۳) بازیکن فوتبال اهل آرژانتین بود.
دی پائولا ۳ فصل (۷۸ بازی، ۵ گل) در سری آ برای آ.اس. رم بازی کرد. 